# Abaújvár
Abaújvár este un sat în districtul Gönc, județul Borsod-Abaúj-Zemplén, Ungaria, având o populație de 229 de locuitori (2011). În evul mediu a fost una din cele mai importante cetăți din Regatul Ungariei, sediul comitatului Abaúj.

## Demografie
Componența etnică a satului Abaújvár
     Maghiari (89,79%)
     Romi (10,21%)
Componența confesională a satului Abaújvár
     Reformați (61,57%)
     Romano-catolici (12,66%)
     Greco-catolici (1,31%)
     Necunoscută (24,45%)
Conform recensământului din 2011, satul Abaújvár avea 229 de locuitori. Din punct de vedere etnic, majoritatea locuitorilor (89,79%) erau maghiari, cu o minoritate de romi (10,21%).  Din punct de vedere confesional, majoritatea locuitorilor (61,57%) erau reformați, existând și minorități de romano-catolici (12,66%) și greco-catolici (1,31%). Pentru 24,45% din locuitori nu este cunoscută apartenența confesională.